# Phanias albeolus
Phanias albeolus là một loài nhện thuộc họ Salticidae. Loài này có ở Hoa Kỳ.

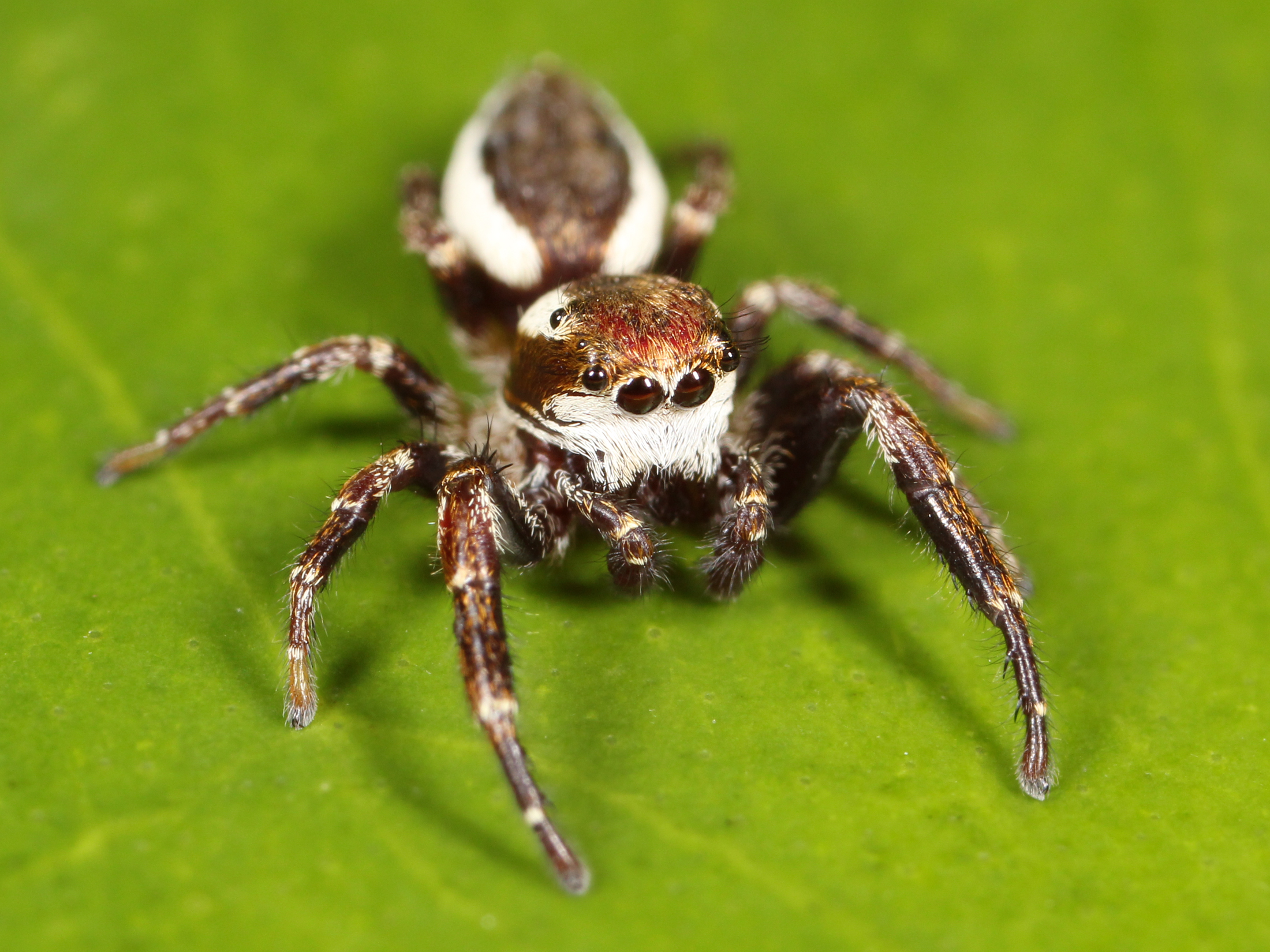

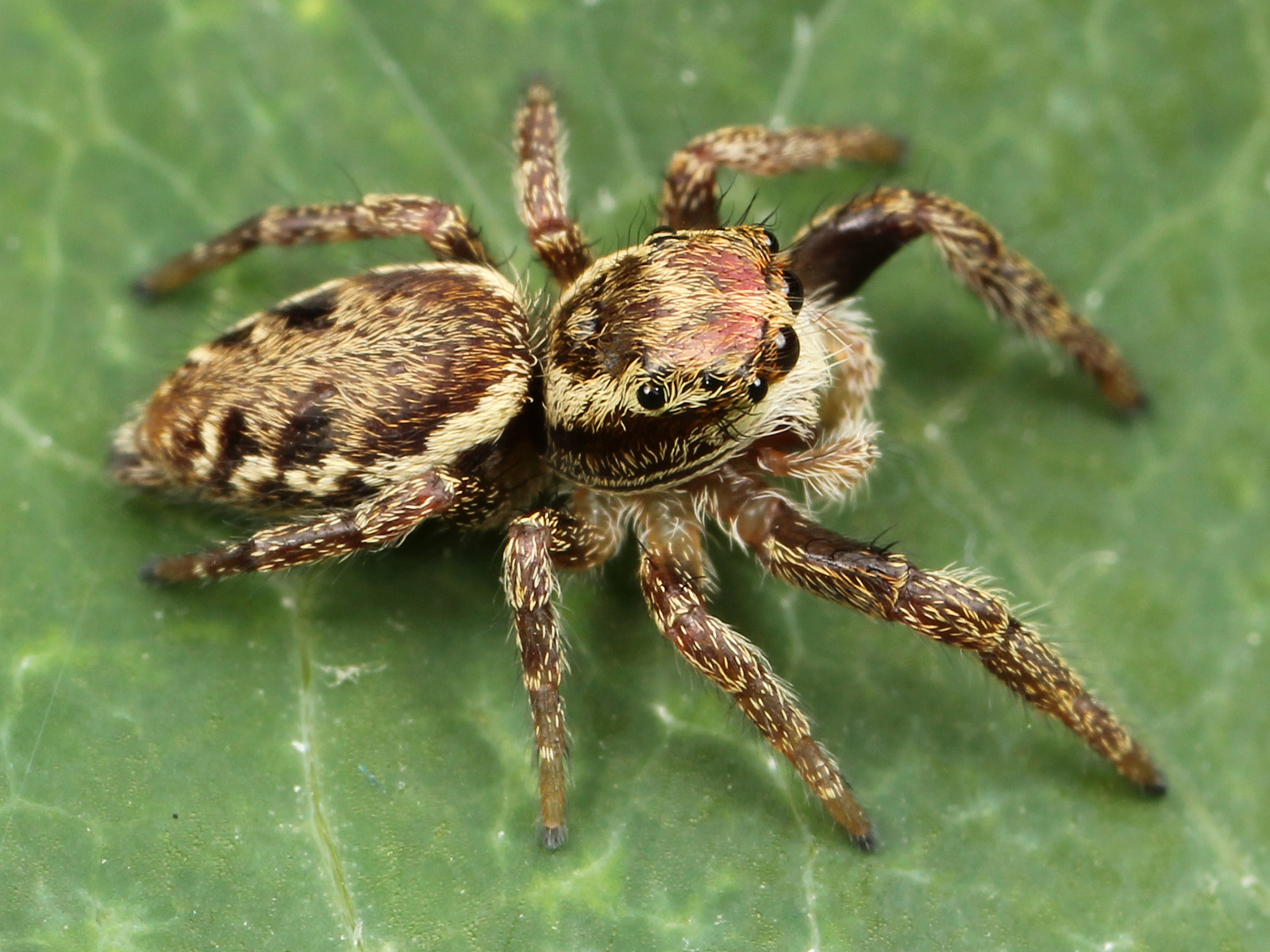